# Hudsonimyia parrishi
Hudsonimyia parrishi är en tvåvingeart som beskrevs av Caldwell och Soponis 1982. Hudsonimyia parrishi ingår i släktet Hudsonimyia och familjen fjädermyggor. Inga underarter finns listade i Catalogue of Life.